# بوبي كينغ (مغني)
بوبي كينغ (بالإنجليزية: Bobby King)‏ هو مغني أمريكي، ولد في 28 يوليو 1944.

## وصلات خارجية
- بوبي كينغ على موقع ميوزك برينز (الإنجليزية)
- بوبي كينغ على موقع أول ميوزيك (الإنجليزية)
- بوبي كينغ على موقع ديسكوغز (الإنجليزية)